# Teseo e Piritoo
(Orazio, Carmina, IV, 7)

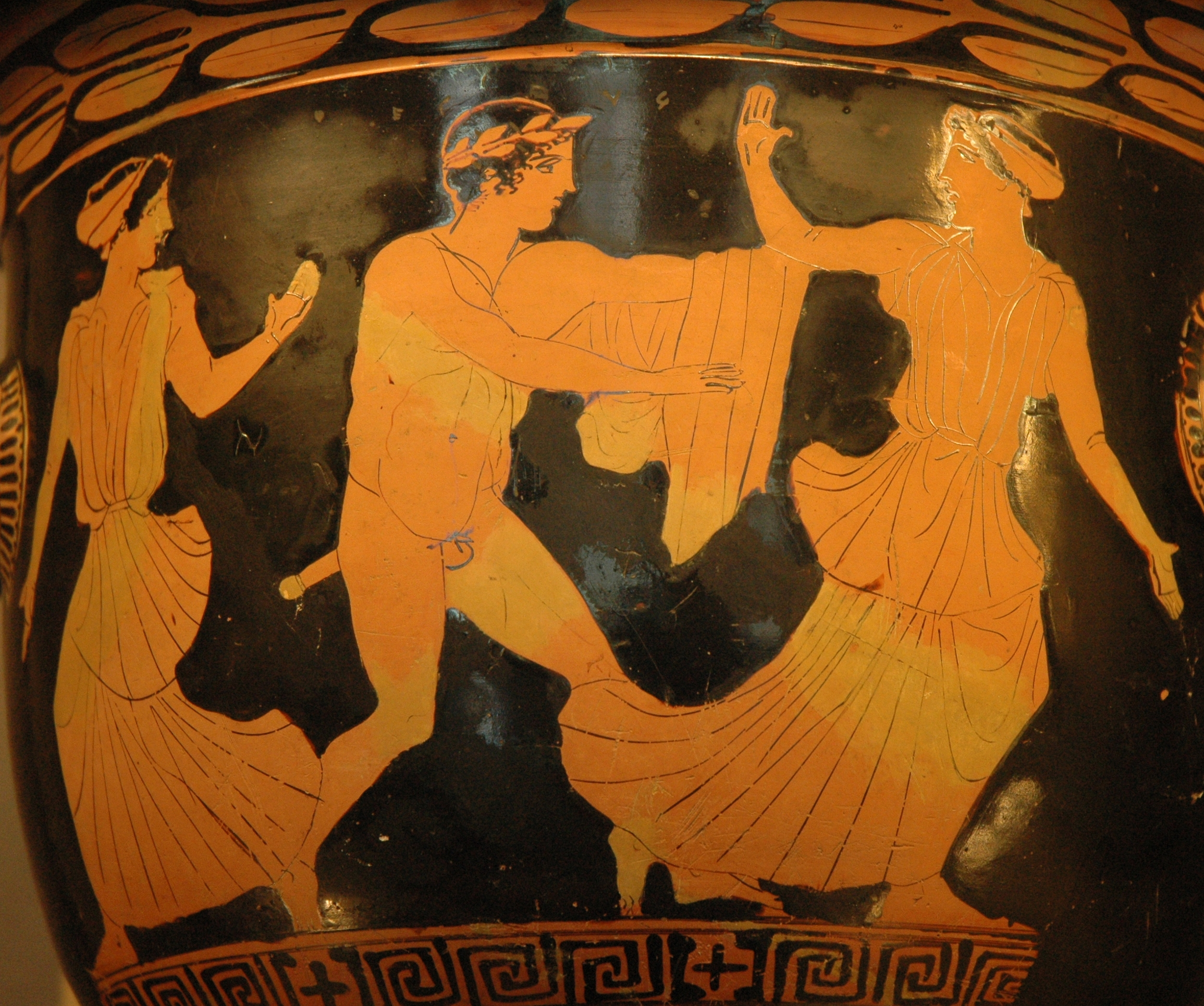
Teseo insegue una donna. Cratere attico a figure rosse (440-430 a.C.; Parigi, Louvre)

La storia di Teseo e Piritoo è un particolare momento della vita e delle imprese di questi due eroi.

## Il primo incontro tra i due personaggi
La fama delle imprese di Teseo giunse all'orecchio del re Lapita Piritoo, che decise un giorno di rubargli una mandria che stava pascolando presso Maratona e metterlo così alla prova. Teseo reagì ma, sul punto di scontrarsi, i due rimasero così colpiti dal rispettivo nobile aspetto, da pacificarsi subito e giurarsi eterna amicizia.

## Le nozze di Piritoo e Ippodamia
Qualche tempo dopo Piritoo sposò Ippodamia, figlia di Bute, o secondo altri di Adrasto, e invitò molti eroi greci alle nozze, tra cui naturalmente Teseo.
C'erano anche i Centauri, cugini di Piritoo; alle nozze non erano stati invitati gli dei Ares ed Eris, per evitare che gettassero discordia e sventure sul matrimonio: essi si vendicarono per l'affronto subito facendo uscire di senno i Centauri e scatenando una furibonda rissa.
Nestore, Ceneo, i Centauri e altri invitati, si trovavano in una grotta al di fuori del palazzo durante il banchetto nuziale, perché il palazzo di Piritoo non poteva contenere tutti i commensali; i Centauri, non avvezzi al vino, appena ne sentirono l'aroma furono a tal punto inebriati da esso da gettarsi a capofitto sugli otri e ne bevvero a tal punto da ubriacarsi. Quando la sposa Ippodamia comparve nella grotta per salutare i commensali il centauro Euritione si scagliò su di lei e cercò di violentarla, e così fecero anche gli altri Centauri con altre donne e ragazzini.
I Lapiti e Teseo intervennero prontamente e ne nacque una lotta sanguinosa; alla fine i Centauri ebbero la peggio e furono cacciati dal monte Pelio.

## Il rapimento di Elena
Diversi anni dopo, in seguito alla morte di Ippodamia, Piritoo convinse Teseo, rimasto da poco vedovo in seguito al suicidio della moglie Fedra, a rapire Elena, la figlia di Zeus e Leda e sorella dei Dioscuri. Entrambi miravano infatti a unirsi a lei in matrimonio, e convennero di estrarre a sorte colui tra loro due che l'avrebbe effettivamente sposata, e di rapire poi un'altra figlia di Zeus da assegnare all'altro. Essi dunque riuscirono a catturarla mentre compiva sacrifici fuori da Sparta, e la sorte arrise a Teseo. Questi resosi però conto della sua giovanissima età la portò in Attica e la affidò alle cure dell'amico Afidno.

## Il tentato rapimento di Persefone e la fine dei due personaggi
In seguito, i due si recarono a Delfi a chiedere indicazioni all'oracolo. L'ironica risposta fu "Perché non scendete nel Tartaro e chiedete che Persefone, la moglie di Ade, diventi la moglie di Piritoo? Lei è la più nobile delle figlie di Zeus". Piritoo prese sul serio il responso, e per quanto Teseo fosse incredulo, lo indusse a seguirlo nel Tartaro e tenere fede al giuramento. Essi dunque andarono e una volta penetrati nell'Oltretomba chiesero udienza al palazzo di Ade. Il dio degli inferi li accolse e stette a sentire la sfrontata motivazione della loro venuta; simulando quindi cordiale ospitalità li fece accomodare su due sedie, ma aveva preparato per loro una trappola. Quelle erano infatti le "sedie dell'oblio": appena qualcuno si fosse seduto su una di esse sarebbe divenuta carne della carne del malcapitato, il quale quindi non avrebbe mai più potuto liberarsi.
Passarono quattro anni in cui i due rimasero così imprigionati, finché Eracle, sceso nel Tartaro per catturare il cane Cerbero nell'ambito delle sue fatiche, espresso il desiderio di liberare Teseo, ebbe concessa la possibilità di tentare per volontà di Persefone, che lo accolse in qualità di fratello.
Eracle dunque si avvicinò alla sedia e iniziò a tirare, finché, con uno strappo lacerante riuscì a liberare Teseo.
Poi tentò di liberare Piritoo, ma la terra cominciò a tremare: dopotutto era stato proprio Piritoo l'ispiratore di quella sciagurata idea. Eracle dunque desistette e Piritoo restò nel Tartaro per sempre.
Secondo Virgilio, quando Teseo morì gli dèi inferi lo condannarono nuovamente a restare ancorato alla "sedia dell'oblio", e questa volta definitivamente.

### Altre versioni
Secondo un'altra fonte Eracle Teseo e Piritoo si erano recati non nel Tartaro bensì nella città della Tesprozia chiamata Kichyro, dove avevano cercato di rapire la moglie del re Aidoneo, il quale scoperta la trama gettò Piritoo in pasto ai cani e rinchiuse Teseo in una torre, dalla quale venne liberato da Eracle.

## Altre imprese
Alcuni mitografi, ad esempio Apollodoro, citano Teseo e Piritoo anche tra i partecipanti alla caccia al cinghiale calidonio e alla spedizione degli Argonauti, tuttavia non c'è esplicita concordanza nelle fonti riguardo a questa presenza congiunta dei due eroi in queste imprese.

## Interpretazioni

### I rapporti tra Teseo e Piritoo
Esistono diverse interpretazioni relative sia ai rapporti tra Teseo e Piritoo, sia ai significati sottesi ai singoli episodi mitici.
Secondo alcuni (ad esempio Robert Graves) i due eroi erano in realtà rivali e sarebbero stati gli Ateniesi a riuscire a camuffare ciò presentando invece i due come legati tra loro da profonda amicizia; la rivalità sarebbe stata suscitata dal fatto che, nella visione esegetica propria di Graves, che pone l'accento sull'origine rituale dei miti, Piritoo sarebbe stato un "re sacro" destinato a essere ucciso al termine del suo regno, nell'usanza tipica che avrebbe caratterizzato la società matrilineare pre-indoeuropea in Grecia. Il suo successore-rivale sarebbe stato appunto Teseo.
Questa visione appare oggi in ribasso, in quanto spesso si tende piuttosto, in generale, a considerare molte figure di eroi greci come antiche divinità perlopiù locali, "declassate" nel tempo a semplici figure umane o al massimo semidei, ma con caratteristiche particolari, "eroiche"; dopo la morte spesso però si diceva nel mito che questi personaggi erano assunti al cielo o erano stati portati nelle isole Fortunate, e storicamente venivano venerati con un culto eroico. Nella fattispecie, riguardo a Teseo, si pensa che potesse essere stato in origine una divinità di tipo solare.

### La lotta tra Lapiti e Centauri e la natura "selvaggia" di Piritoo
Per quanto riguarda la lotta tra Lapiti e Centauri l'interpretazione più accreditata vi vede la trasfigurazione in forma di "saga" di un reale scontro tra tribù preelleniche stanziate nelle regioni più remote della Grecia; a tal proposito forse è in parte vero che la mitografia ateniese abbia successivamente "edulcorato" la storia, presentando l'amicizia tra un re "selvaggio" quale Piritoo e il re di Atene, il ben più "civile" Teseo. Tra l'altro con ciò si poteva sottintendere l'"addomesticamento" delle tribù più arcaiche mediante la fusione anche e soprattutto culturale e mentale con le frange più progredite della grecità.

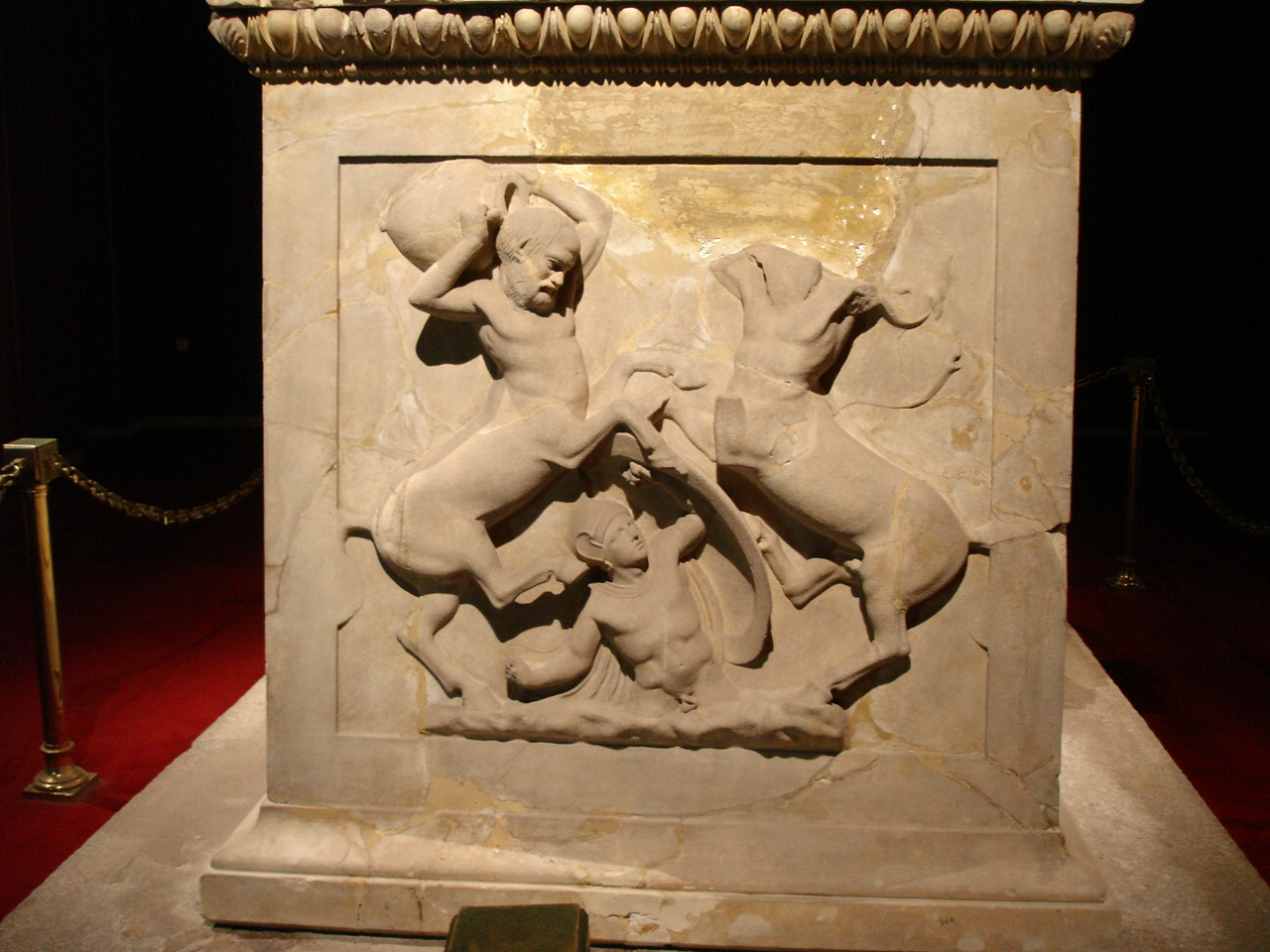
Combattimento fra centauri e lapita. Sarcofago greco del sec. V a.C., a Istanbul.

Forse quindi una certa "tensione" tra i due poteva maggiormente emergere, nelle versioni più antiche del mito.

### La discesa nel Tartaro
Infine, la storia della discesa al Tartaro di Teseo e Piritoo potrebbe essere stata inizialmente un tentativo di accreditare il loro eroe nazionale come semidio panellenico, in quanto disceso agli inferi ma sfuggito alla morte, nel tentativo di equipararlo al ben più famoso Eracle.